# Train de banlieue de Brisbane
Le train de banlieue de Brisbane est le réseau de trains de banlieue de la ville de Brisbane, en Australie. Il compte actuellement douze lignes : dix lignes suburbaines et deux lignes interurbaines (qui relient Brisbane à Gold Coast et à Nambour et Gympie).

## Réseau
Le réseau compte treize lignes :
- Dix lignes suburbaines : Ligne Airport, Ligne Beenleigh, Ligne Caboolture, Ligne Doomben, Ligne Exhibition, Ligne Ferny Grove, Ligne Ipswich/Rosewood, Ligne Redcliffe Peninsula, Ligne Shorncliffe et Ligne Springfield.
- Trois lignes interurbaines : Ligne Cleveland, Ligne Gold Coast et Ligne Sunshine Coast.

Le tableau présente les lignes. La ligne Exhibition ne fonctionne qu'au mois d'août.
| Ligne                     | Début | Électrification | Photo                                                                     | Longueur | Stations           | Tracé |
| ------------------------- | ----- | --------------- | ------------------------------------------------------------------------- | -------- | ------------------ | ----- |
| Airport line              | 2001  |                 | Brisbane Airport rail line                                                | 15,9 km  | 2 (sur la branche) |       |
| Beenleigh line            | 1881  | 1982/1984       | QR SMU 239 arriving at South Brisbane railway station on a Beenleigh line | 41,5 km  | 22                 |       |
| Caboolture line           | 1888  | 1982/1986       | Caboolture railway station, Queensland 2012                               | 49,6 km  | 13                 |       |
| Cleveland line            | 1888  | 1982/1988       | Cleveland station, Brisbane                                               | 37,3 km  | 25                 |       |
| Doomben line              | 1882  | 1988            | Doomben station, 2012                                                     | 8 km     | 11                 |       |
| Exhibition line           | 1882  | 1982            | Exhibition railway station, Brisbane 2012                                 | 3,4 km   | 1 (sur la branche) |       |
| Ferny Grove line          | 1899  | 1979            | Grovely station, Brisbane                                                 | 13,5 km  | 11                 |       |
| Gold Coast line           | 1996  |                 | Varsity Lakes station, 2016                                               |          | 20                 |       |
| Ipswich and Rosewood line | 1876  | 1979-1993       | East Ipswich station, 2012                                                | 57 km    | 32                 |       |
| Redcliffe Peninsula line  | 2016  |                 | Mango Hill station, Brisbane 2017                                         | 12 km    | 6 (sur la branche) |       |
| Shorncliffe line          | 1882  | 1982            | Shorncliffe station platform, Brisbane                                    | 11 km    | 18                 |       |
| Springfield line          | 2013  |                 | Springfield Central station, Brisbane 2013                                | 13,6 km  | 4 (sur la branche) |       |
| Sunshine Coast line       | 1881  | 1988            | Landsborough station platform, Queensland 2012                            | 180 km   | 29                 |       |